# Pirouette
| |  |  |
| LINKS: Een pirouette en pointe met het niet-steunende been retiré. Wanneer de ballerina draait gaat het niet-steunende been naar achteren, dus deze pirouette is een beweging en dehors. RECHTS: Deze pirouette is bijna gelijk, alleen zit het niet-werkende been na een halve draai vooraan. Dit is een pirouette en dedans. |  |  |

Een pirouette is een beweging uit het ballet waarbij de danser ronddraait op één been. De Duitse ballerina Anna Heinel introduceerde de draaibeweging in 1776. Pierre Gardel en Gaétan Vestris perfectioneerden de techniek. Het is een kenmerkend onderdeel van het adagio in een pas de deux, waar men typisch meerdere opeenvolgende pirouettes uitvoert.
De danser start vaak met een of beide knieën gebogen (plié) en gaat dan op de bal van de voet of op de tippen (en pointe) staan alvorens om zijn as te draaien. Het niet-steunende been kan opgetrokken zijn tegen de knie (retiré), gebogen gehouden worden op heuphoogte zoals bij een attitude of uitgestrekt zijn zoals bij een arabesque. De pirouette is meestal een beweging en dehors, wat betekent dat het been dat vooraan start bij het draaien naar achteren gaat. Wanneer de danser op het linkerbeen steunt, komt dit neer op een draaibeweging met de klok mee. Vaak sluit de danser de pirouette ook af met een arabesque of attitude.
Ter voorkoming van desoriëntatie en duizeligheid zal de danser "spotten", dat is het kijken naar één plek totdat het niet meer mogelijk is om hiernaar te kijken doordat het lichaam verder gedraaid is. Vervolgens wordt het hoofd zeer snel gedraaid en het object nogmaals opgezocht. In klassiek ballet voert men een pirouette uit met de bovenbenen naar buiten gekeerd. Deze rotatie van het been uit de heup ontbreekt doorgaans in pirouettes uit de gymnastiek en niet-klassieke dansgenres zoals jazzdans. De term wordt ook gebruikt in onder meer het kunstschaatsen en de paardendressuur om een oefening aan te duiden waarbij de schaatser of het paard om zijn eigen as draait.